# منصور غلامی
منصور غلامی (زادهٔ ۲۰ آبان ۱۳۳۲) سیاستمدار ایرانی است که وزیر سابق علوم، تحقیقات و فناوری ایران بود. وی پیشتر در دولت سید محمد خاتمی و نیز در دولت حسن روحانی از سال ۱۳۹۳ تا زمان انتخاب به وزارت در سال ۱۳۹۶، ریاست دانشگاه بوعلی سینا را بر عهده داشته‌است. او دارای مدرک دکتری علوم باغبانی از دانشگاه آدلاید استرالیا است.

## زندگی‌نامه
منصور غلامی در ۲۰ آبان ۱۳۳۲ در شهر بهار متولد شد. وی مدرک کارشناسی خود را در سال ۱۳۵۵ در رشته ترویج و آموزش کشاورزی از مدرسه عالی کشاورزی همدان گرفت و از سال ۱۳۵۹ تا ۱۳۶۰ عضو جهاد سازندگی همدان و مسئول اردوگاه روستایی بود. وی همچنین از سال ۱۳۶۰ تا ۱۳۶۲ سرپرست دانشکده کشاورزی شهرکرد وابسته به دانشگاه اصفهان و عضو جهاد دانشگاهی اصفهان بود.
منصور غلامی در سال ۱۳۶۴ مدرک کارشناسی ارشد خود را در رشته علوم باغبانی از دانشگاه تربیت مدرس اخذ نمود و در همان سال تا سال ۱۳۶۷ ریاست دانشکده کشاورزی دانشگاه بوعلی سینا را عهده‌دار بود. وی پس از آن به مدت دو سال معاونت اداری و مالی دانشگاه بوعلی سینا را بر عهده داشت و بعد از آن مجدداً به مدت یک سال رئیس دانشکده کشاورزی دانشگاه بوعلی سینا شد.
او در سال ۱۳۷۰ برای تحصیل در مقطع دکتری به دانشگاه آدلاید استرالیا رفت و در سال ۱۳۷۴ در مقطع دکتری رشته علوم باغبانی از این دانشگاه فارغ‌التحصیل شد و به ایران بازگشت. غلامی پس از بازگشت به ایران مجدداً به مدت یک سال معاون اداری و مالی دانشگاه بوعلی سینا شد و پس از آن ریاست دانشگاه بوعلی سینا را عهده‌دار بود. او در دولت اول حسن روحانی نیز رئیس دانشگاه بوعلی سینا بود.

## وزیر علوم در دولت دوازدهم
حسن روحانی رئیس‌جمهور ایران پس از آن که در معرفی کابینه دور دوم ریاست جمهوری خود برای وزارت علوم گزینه‌ای معرفی نکرد سید ضیاء هاشمی را به عنوان سرپرست منصوب کرد و در روزهای پایانی مهر ۱۳۹۶ منصور غلامی را برای تصدی این وزارت به مجلس شورای اسلامی معرفی کرد. این معرفی با واکنش‌های متفاوتی روبه رو شد. از جمله ۵۰۰ نفر از فعالان نشریات دانشجویی از مدیریت غلامی انتقاد کرده‌اند. برخی نمایندگان اصولگرا از جمله حاجی‌بابایی نماینده همدان از غلامی حمایت کردند. برخی نمایندگان اصلاح طلب از جمله محمود صادقی نیز با این که او را گزینهٔ ایده‌آل ندانسته‌اند، او را قابل قبول خواندند. یک روز قبل از برگزاری جلسه رای اعتماد، ۵۵ استاد دانشگاه صنعتی شریف در نامه‌ای به روحانی از معرفی غلامی ابراز تأسف و از بی‌توجهی به نظرات دانشگاهیان در انتخاب او انتقاد کردند. گزینه‌های دیگری هم چون سیّد جلال دهقانی فیروزآبادی یا الهام امین‌زاده نیز مطرح شدند اما به صلاح دید رئیس‌جمهور منصور غلامی برای تصدی این وزارت انتخاب شد.

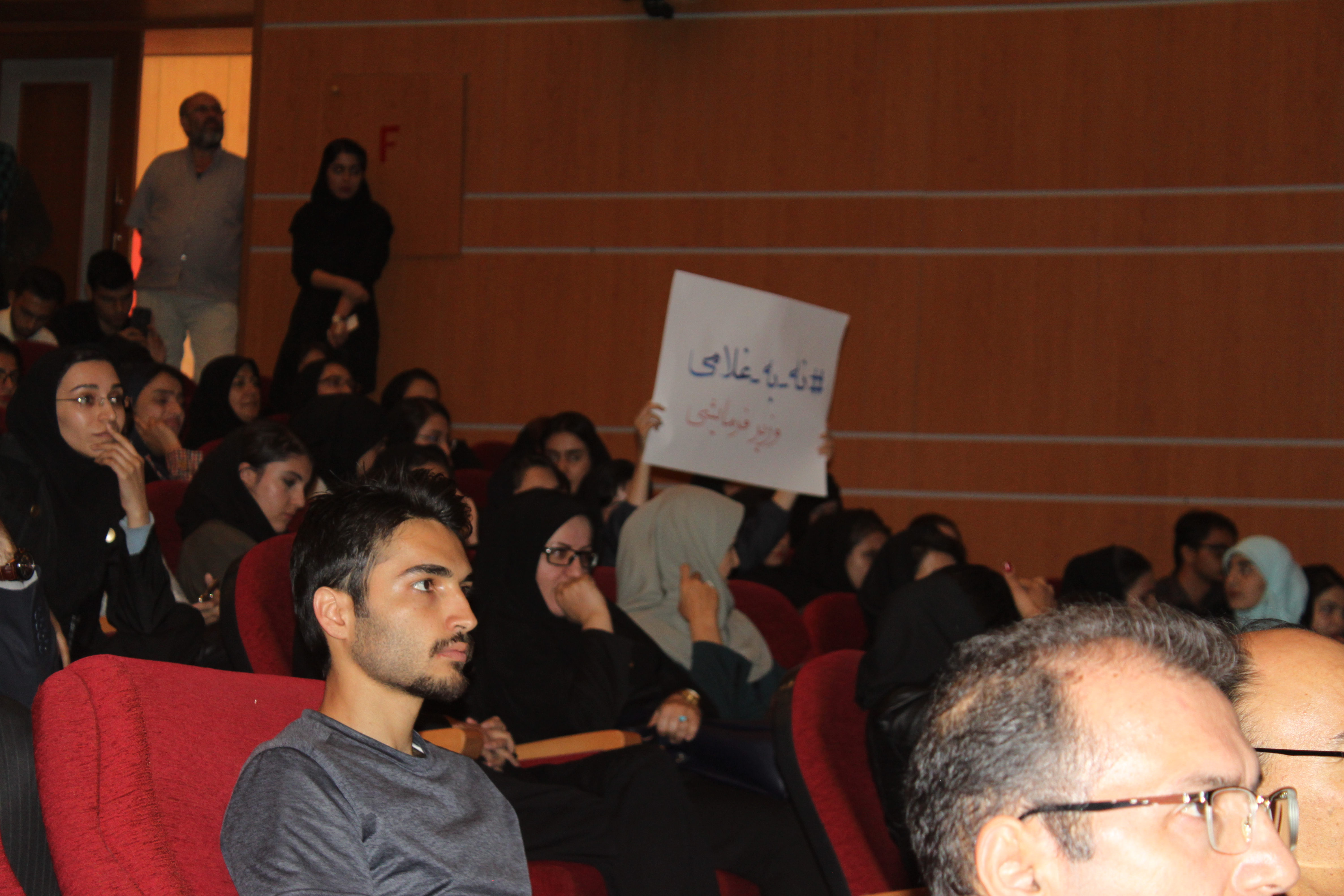
پلاکاردی در دست دانشجویان در اعتراض به انتخاب غلامی به وزارت علوم

### دو کارت زرد در یک روز
در ۲ دی ۱۳۹۸، غلامی برای پاسخگویی به سؤالات پروانه سلحشوری دربارهٔ علت تبعیض در جذب فارغ‌التحصیلان زن به عنوان هیئت علمی و حسین مقصودی دربارهٔ علت انتصاب رئیس و معاونان مرد برای دانشگاه‌های دخترانه در مجلس دهم حضور یافت. اما نمایندگان از هیچ‌یک از پاسخهای وی قانع نشدند و غلامی در مورد سؤال اول با ۷۷ رای موافق، ۸۲ رای مخالف و ۳ رای ممتنع از مجموع ۱۹۶ رای ماخوذه و در مورد سؤال دوم با ۹۷ رای موافق، ۷۹ رای مخالف و ۳ رای ممتنع از مجموع ۲۰۱ رای ماخوذه مواجه شده و در یک روز دو کارت زرد از مجلس شورای اسلامی گرفت که در تاریخ جمهوری اسلامی بی‌سابقه است.

## سوابق اجرایی
- عضو جهاد سازندگی همدان از سال ۱۳۵۹ تا ۱۳۶۰ و مسئول اردوگاه روستایی
- عضو هیئت امنای جهاد دانشگاهی[۹]
- سرپرست دانشکده کشاورزی شهرکرد وابسته به دانشگاه اصفهان از سال ۱۳۶۰ تا ۱۳۶۲ و عضو جهاد دانشگاهی اصفهان.
- رئیس دانشکده کشاورزی دانشگاه بوعلی سینا از ۱۳۶۴ تا ۱۳۶۷
- معاون اداری و مالی دانشگاه بوعلی سینا از سال ۱۳۶۷ تا ۱۳۶۹
- رئیس دانشکده کشاورزی دانشگاه بوعلی سینا از ۱۳۶۹ تا ۱۳۷۰
- معاون اداری و مالی دانشگاه بوعلی سینا از سال ۱۳۷۵ تا ۱۳۷۶
- رئیس دانشگاه بوعلی سینا از سال ۱۳۷۶ تا ۱۳۸۳
- رئیس مؤسسه آموزش عالی عمران و توسعه۱۳۹۰–۱۳۹۳
- دبیر هیئت امنای دانشگاه بوعلی سینا و دانشگاه‌های منطقة غرب کشور از سال ۱۳۷۶ تا سال ۱۳۸۳ و از ۱۳۹۳ تا ۱۳۹۶
- رئیس هیئت ممیزه دانشگاه بوعلی سینا از ۱۳۷۶ لغایت ۱۳۸۴ و از ۱۳۹۳ تا ۱۳۹۶
- مدیر مسئول مجله پژوهش کشاورزی و سر دبیر مجله تا ۱۳۹۳
- عضو هیئت امنای دانشگاه کردستان[۱۰]
- عضو هیئت امنای پارک علم و فناوری همدان
- عضو هیئت امنای دانشگاه لرستان
- رئیس کمیسیون دائمی هیئت امنای دانشگاه لرستان[۱۱]
- عضو هیئت امنای مؤسسه آموزش عالی نور دانش
- عضو هیئت ممیزه دانشگاه بوعلی سینا از سال ۱۳۹۳ تا ۱۳۹۶
- رئیس دانشگاه بوعلی سینا از سال ۱۳۹۳ تا ۱۳۹۶

### سوابق فرهنگی سیاسی و اجتماعی
- راه اندازی و عضویت در بخش امور فرهنگی بنیاد امور مهاجرین جنگ تحمیلی در سال ۱۳۵۹
- عضویت و همکاری در جهاد دانشگاهی دانشگاه اصفهان ۱۳۶۰ تا ۱۳۶۲
- عضو انجمن اسلامی مدرسین دانشگاه‌های کشور از ابتدای تأسیس
- عضو شورای مرکزی انجمن اسلامی دانشجویان ایرانی در آدلاید استرالیا در دوره تحصیل دکتری
- عضویت در شوراها و کارگروه‌های مختلف در دانشگاه بوعلی سینا و استان همدان در طول دوره‌های متوالی مسئولیت‌های اجرایی.

## سوابق علمی
غلامی دارای بیش از ۳۰ عنوان مقاله چاپ شده در مجلات خارجی و بیش از ۳۰ عنوان مقاله چاپ شده در مجلات داخلی و همچنین بیش از ۲۰ عنوان مقاله ارائه شده در کنفرانس‌های داخلی است. او همچنین ۴ عنوان ترجمه و تألیف کتاب دارد:
- ترجمهٔ کتاب فیزیولوژی درختان میوه مناطق معتدله، انتشارات دانشگاه بوعلی سینا، ۱۳۸۰
- ترجمهٔ کتاب روش تدریس اساتید دانشگاه در مراکز آموزش عالی، انتشارات دانشگاه بوعلی سینا، ۱۳۸۴
- ترجمهٔ کتاب بیولوژی انگور، انتشارات دانشگاه بوعلی سینا، ۱۳۸۶
- تألیف راهنمای کاشت، داشت و برداشت گردو، چاپ شده توسط سازمان تحقیقات و آموزش کشاورزی، معاونت آموزش و تجهیز نیروی انسانی، وزارت کشاورزی، ۱۳۸۵

وی در کارنامه علمی خود بررسی و همکاری در ۱۷ طرح پژوهشی را نیز دارد و استاد مشاور و راهنمای بیش از ۴۰ پایان‌نامه دکتری بوده‌است.